# Нарум-Син од Акада
Нарам-Син од Акада је био владар Акадског краљевства. Акадско краљевство достиже свој врхунац у време његове владавине. Носио је титулу „цар све четири стране света“.

## Породица
Нарам-Син је био син и наследник акадског цара Маништушуа. Био је нећак краља Римуша и унук оснивача Акадског краљевства — Саргона од Акада. 

## Владавина
Под Нарам-Сином Акадско царство доживљава врхунац моћи. Нарам-Син је подигао бројне гарнизоне од северне Сирије до западног Ирака. Његову владавину карактерише и градитељска делатност. Водио је успешне походе ка западу против Ебле што отвара питање до које мере је ова област била саставни део царства. Бохаскејски натпис наводи да се против Нарам-Сина удружило седамнаест краљева и да их је све поразио.
Две таблице нађене у Телу (Гирсу) наводе како је Нарам-Син узео нову титулу — „краљ све четири стране света“, тј. универзума. Тиме је себе прогласио божанством. Као божанству су му се морали обраћати и свештеници и народ.
Касније повести о Нарам-Сину говоре о великим побунама против њега које је са успехом угушио. Нарам-Син је погинуо у сукобу са Гутима и њиховим вођом Енридавизиром. Наследио га је син Шар-кали-шари.